# 418 (číslo)
Čtyři sta osmnáct je přirozené číslo. Následuje po číslu čtyři sta sedmnáct a předchází číslu čtyři sta devatenáct. Římskými číslicemi se zapisuje CDXVIII a řeckými číslicemi υιη.

## Matematika
418 je:
- Deficientní číslo
- Složené číslo
- Nešťastné číslo

## Astronomie
- (418) Alemannia je planetka hlavního pásu, kterou objevil v roce 1896 Max Wolf

## Roky
- 418
- 418 př. n. l.